# Nenad Studen
Nenad Studen (serb. Ненад Студен, ur. 4 lutego 1979 w Banja Luce) – bośniacki piłkarz narodowości serbskiej występujący na pozycji obrońcy lub pomocnika.

## Kariera klubowa
Karierę na poziomie seniorskim rozpoczął w 1999 roku w FK Borac Banja Luka, z którym występował w nieuznawanej przez UEFA lidze Republiki Serbskiej. W tym samym roku przeniósł się do FK Partizan. W barwach tego klubu nie rozegrał żadnego ligowego meczu, spędzając dwa lata w satelickim zespole Partizana FK Teleoptik. W połowie 2002 roku powrócił on do FK Borac, dla którego w sezonie 2002/03 rozegrał w bośniackiej Premijer Lidze 29 spotkań i zdobył 2 gole. W latach 2003–2004 był zawodnikiem klubów FK Kozara Gradiška oraz FK Rudar Ugljevik.
Latem 2004 roku Studen podpisał kontrakt z Wisłą Płock prowadzoną przez Mirosława Jabłońskiego. 8 sierpnia 2004 zadebiutował w I lidze w przegranym 2:4 meczu przeciwko Lechowi Poznań i od tego momentu rozpoczął regularne występy. Przed rozpoczęciem rundy wiosennej sezonu 2004/05 odsunięto go od składu pierwszego zespołu. W lipcu 2005 roku, po rozegraniu przez niego 11 ligowych spotkań, zdecydowano się wypożyczyć go do Radomiaka Radom (II liga). 31 lipca zadebiutował w meczu ze Świtem Nowy Dwór Mazowiecki (2:0), w którym zdobył bramkę minutę po wejściu na boisko. Na początku maja 2006 roku sztab szkoleniowy przesunął go do zespołu rezerw, grających w klasie okręgowej. Wkrótce po tym zarząd Radomiaka rozwiązał jego umowę za porozumieniem stron, tłumacząc to nieprofesjonalnym podejściem do wykonywanych przezeń obowiązków.
Przed rundą jesienną sezonu 2006/07 Studen przeniósł się do drugoligowego FK Kozara Gradiška. W sezonie 2007/08 występował na poziomie bośniackiej ekstraklasy jako gracz FK Laktaši. W sierpniu 2008 roku podpisał kontrakt z FK Borac Banja Luka, jednak z powodów proceduralnych w rundzie jesiennej mógł występować jedynie w rozgrywkach Pucharu Bośni i Hercegowiny. Miesiąc później władze klubu wypożyczyły go na pół roku FK Kozara Gradiška, a następnie do FK Sloga Trn. W lipcu 2009 roku na zasadzie transferu definitywnego został graczem FK Kozara. W 2010 roku dotarł z tym klubem do finału Pucharu Republiki Serbskiej, w którym jego zespół uległ w dwumeczu FK Radnik Bijeljina. W 2011 roku awansował z FK Kozara do Premijer Ligi, z której spadł w sezonie 2011/12, zajmując ostatnią lokatę w tabeli. Latem 2012 roku przeniósł się on do FK Krupa. W sezonie 2013/14 uzyskał z tym zespołem awans do I ligi. W 2015 roku zakończył grę w piłkę nożną.